# Misheck Lungu
Misheck Lungu (ur. 2 maja 1980 w Lusace) – zambijski piłkarz grający na pozycji obrońcy.

## Kariera klubowa
Karierę piłkarską Lungu rozpoczął w klubie Lusaka City Council. W 1999 roku zadebiutował w jego barwach w rozgrywkach zambijskiej Premier League. W 2002 roku odszedł do klubu Nchanga Rangers z miasta Chingola. W 2002 roku zdobył z nią wówczas Tarczę Dobroczynności. W latach 2003–2004 grał w Green Buffaloes FC z Lusaki. Z kolei w 2005 roku występował w angolskim Primeiro de Agosto Luanda.
W 2006 roku Lungu wyjechał do Europy. Przeszedł wówczas do węgierskiego Lombard Pápa. 18 marca 2006 zadebiutował w Nemzeti Bajnokság I., w przegranym 0:1 wyjazdowym spotkaniu z Honvédem Budapeszt. Latem 2006 odszedł do drugoligowego Kecskeméti TE, gdzie grał do końca 2008 roku.
Na początku 2009 roku Lungu przeszedł do Honvédu Budapeszt. 21 lutego 2009 zadebiutował w nim w przegranych 1:3 derbach Budapesztu z Vasasem. Latem 2009 rozwiązał kontrakt. W latach 2010–2014 ponownie grał w Green Buffaloes FC, w którym zakończył karierę.

## Kariera reprezentacyjna
W reprezentacji Zambii Lungu zadebiutował 13 stycznia 2001 roku w przegranym 0:1 meczu kwalifikacji do Pucharu Narodów Afryki 2002 z Nigerią. W 2002 roku w Pucharze Narodów Afryki 2002 w Mali wystąpił w jednym spotkaniu, z Tunezją (0:0). W 2006 roku podczas Pucharu Narodów Afryki 2006 był rezerwowym i nie rozegrał żadnego spotkania. Od 2001 do 2009 wystąpił w kadrze narodowej 39 razy i strzelił 3 gole.